# Moreton (Stafford)
Moreton – wieś w Anglii, w hrabstwie Staffordshire. Leży 15 km na południowy zachód od miasta Stafford i 203 km na północny zachód od Londynu. Moreton jest wspomniana w Domesday Book (1086) jako Mortone.